# Neutralino
Neutralino je hipotetska čestica. Koncept neutralina došao je iz koncepta supersimetrije. 
Prema hipotezi, najlakša je supersimetrična čestica. Model iz hipoteze predviđa da joj je masa  (pomnožena s kvadratom brzine svjetlosti) u području energija između 10 GeV i 10 TeV. Teorija koja predviđa postojanje neutralina tvrdi da se neutralino može anihilirati. Anihilacijom neutralina nastaju dvije visokoenergijske gama-zrake. 
Neutralino još nije uočen. Uređaji koji imaju kapacitet da bi ga uočili su Čerenkovljevi teleskopi. Jedan od takvih je teleskop MAGIC koji je na La Palmi. Budući da su Čerenkovljevi teleskopi osjetljivi upravo u energijskom području u kojem model predviđa masu neutralina, onda bi neizravnim putem mogli opaziti neutraline. Za to je potrebno postojanje kozmičkih izvora u kojima se neutralini dovoljno učestalo anihiliraju. 
Neutralino je čestica koja bi najvjerojatnije mogla biti masivna čestica slabog međudjelovanja (engleski WIMP), čestica koja je jedna od potencijalnih kandidatkinja za nebarionsku tamnu tvar.